# استان نامپولا
نامپولا (پرتغالی: Nampula) استانی واقع‌در شمال موزامبیک است. استان نامپولا ۷۹٬۰۱۰ کیلومتر مربع مساحت دارد و در سال ۲۰۰۷ میلادی، ۳٬۹۸۵٬۶۱۳ نفر جمعیت داشته‌است.
نامپولا مرکز این استان است.